# Rapino
Rapino község (comune) Olaszország Abruzzo régiójában, Chieti megyében.

## Fekvése
A megye nyugati részén fekszik. Határai: Fara Filiorum Petri, Guardiagrele, Pennapiedimonte, Pretoro és San Martino sulla Marrucina.

## Története
A 8-9 században alapították bencés szerzetesek. A következő századokban nemesi birtok volt. Önállóságát a 19. század elején nyerte el, amikor a Nápolyi Királyságban felszámolták a feudalizmust.

## Népessége
A népesség számának alakulása:

## Főbb látnivalói
- Sant’Antonio-templom